# Annika Dahlqvist
Karin Annika Dahlqvist, född 31 december 1948 i Själevad, är en svensk läkare, författare och föreläsare.

## Dahlqvists kostråd
Annika Dahlqvist har under flera år deltagit aktivt i debatten kring kostråd, med tonvikt på diabetikerkost, och gjort sig känd för rekommendationer som strider mot hittills etablerade råd. Dahlqvists kostråd, som syftar till att leda till bättre hälsa och lägre kroppsvikt, går ut på att minska intaget av kolhydrater samt att öka intaget av naturligt förekommande fetter i förhållande till Svenska näringsrekommendationer, som ges ut av Livsmedelsverket.
Dahlqvists intresse för lågkolhydratkost, LCHF, grundades 2004 när hennes dotter under sina medicinstudier vid Umeå Universitetssjukhus vid ett experiment i näringslära själv uteslutit kolhydrater ur kosten under en vecka och då gått ner i vikt. Dahlqvist antog dotterns förslag och frångick den traditionella behandling hon själv länge följt och rekommenderat till sina typ 2-diabetespatienter på Njurundabommen vårdcentral. Genom sitt egenexperiment ansåg hon att hennes hälsa förbättrades och "hon mår själv bäst på lågkolhydratskost". Efter närmare studier av hur metabolismen fungerar hos dem, som hos hennes själv, jämfört med hos friska, började hon rekommendera LCHF-kost till sina patienter vid vårdcentralen.
Vintern 2005 anmälde två dietister Dahlqvist till Socialstyrelsen. År 2006 uppmanades Dahlqvist av vårdcentralens ledning att upphöra med sina rekommendationer, eftersom de stred mot Livsmedelsverkets och dagens dietisters råd och eftersom de ansågs utgöra ett hot mot vårdcentralens trovärdighet. Dahlqvist valde då att säga upp sig och började föreläsa om sina kostråd. Enligt Socialstyrelsens den 16 januari 2008 framlagda utredning av anmälan överensstämde emellertid Dahlqvists rekommendationer med vetenskap och beprövad erfarenhet, dock med ganska långtgående reservationer. I april 2010 riktade Socialstyrelsen, efter en förnyad undersökning, kritik mot att hon gett råd till patienter via sin blogg utan att säkerställa uppföljning eller informera om behandlingsalternativ. Därtill kritiserade Socialstyrelsen Dahlqvists journalföring som bristfällig. Myndigheten hade dock inga synpunkter på hennes generella tankar om kosthållning. Efter att varit avstängd som läkare från 2009 var hon från 2011 åter verksam i yrket fram till pensioneringen i maj 2015.

### Covid 19
Under covid-19-pandemin rekommenderade Annika Dahlberg på sin blogg strikt LCHF-kost, och intag av vitaminer och mineraler för att stärka immunförsvaret.
Våren 2020 rekommenderade hon också att covid-19-sjuka skulle få höga doser av C-vitamin intravenöst och dricka låga doser av kolloidalt silver. Kolloidalt silver, så kallat silvervatten, är förbjudet som kosttillskott och kan enligt Livsmedelsverket orsaka svåra skador på hälsan.
Efter att Inspektionen för vård och omsorg (IVO) fått in flera anmälningar om att Dahlqvist gett enskilda personer råd om icke evidensbaserade metoder för att förebygga och bota coronavirusinfektion, öppnade IVO ett tillsynsärende och skickade i juni 2020 en anmälan till Hälso- och sjukvårdens ansvarsnämnd (HSAN) med yrkandet att Dahlqvists läkarlegitimation skulle återkallas, efter att ha bedömt att en patient–läkarrelation förelegat mellan Dahlgvist och de rådsökande och att Dahlqvist i sin läkarroll då inte hade följt gällande regelverk enligt patientsäkerhetslagen. Dahlqvist yttrande till IVO att hon inte ansåg att hennes rådgivning varit patientverksamhet. Efter att ha delgivits IVO:s yrkande lämnade Dahlqvist själv in en ansökan till HSAN om att hennes läkarlegitimation skulle dras in.

## Utmärkelser och kritik
Annika Dahlqvist mottog 2008 priset Årets västernorrlänning som sedan slutet av 1980-talet utsetts av Sveriges Radio efter nomineringar från lyssnare. Dahlqvist fick 70 procent av alla röster.
År 2009 blev hon utsedd till Dagens Nyheters Favorithäxa. och blev av Föreningen Vetenskap och Folkbildning utsedd till Årets förvillare.
År 2009 medverkade Annika Dahlqvist i TV4 nyhetsmorgon där hon ansåg att det var omdömeslöst att dela ut utmärkelsen som årets förvillare till henne. I reportaget begår Annika Dahlqvist ett statistiskt misstag när hon börjar prata om vaccindata varpå Hanno Essén snabbt rättar henne.

## Inkonsekvent resonerande
På sin blogg har Annika Dahlqvist lyft fram studier på gnagare i anslutning till när hon har kritiserat vegetabiliska oljor utifrån en negativ infallsvinkel. I andra inlägg på sin blogg har hon däremot avfärdat studier på gnagare när de går emot hennes egna ståndpunkter.
Annika Dahlqvist har även på sin blogg beskrivit epidemiologiska studier som notoriskt opålitliga samtidigt som hon har framhävt sådana typ av studier i andra sammanhang när de går i linje med hennes egna övertygelser.